# Pismis 24-1
Désignations
NE : Pismis 24-1NE, HD 319718A

Pismis 24-1 (également appelée HD 319718) est une l'étoile la plus brillante de l'amas ouvert Pismis 24, situé au sein de la nébuleuse NGC 6357.

## Caractéristiques

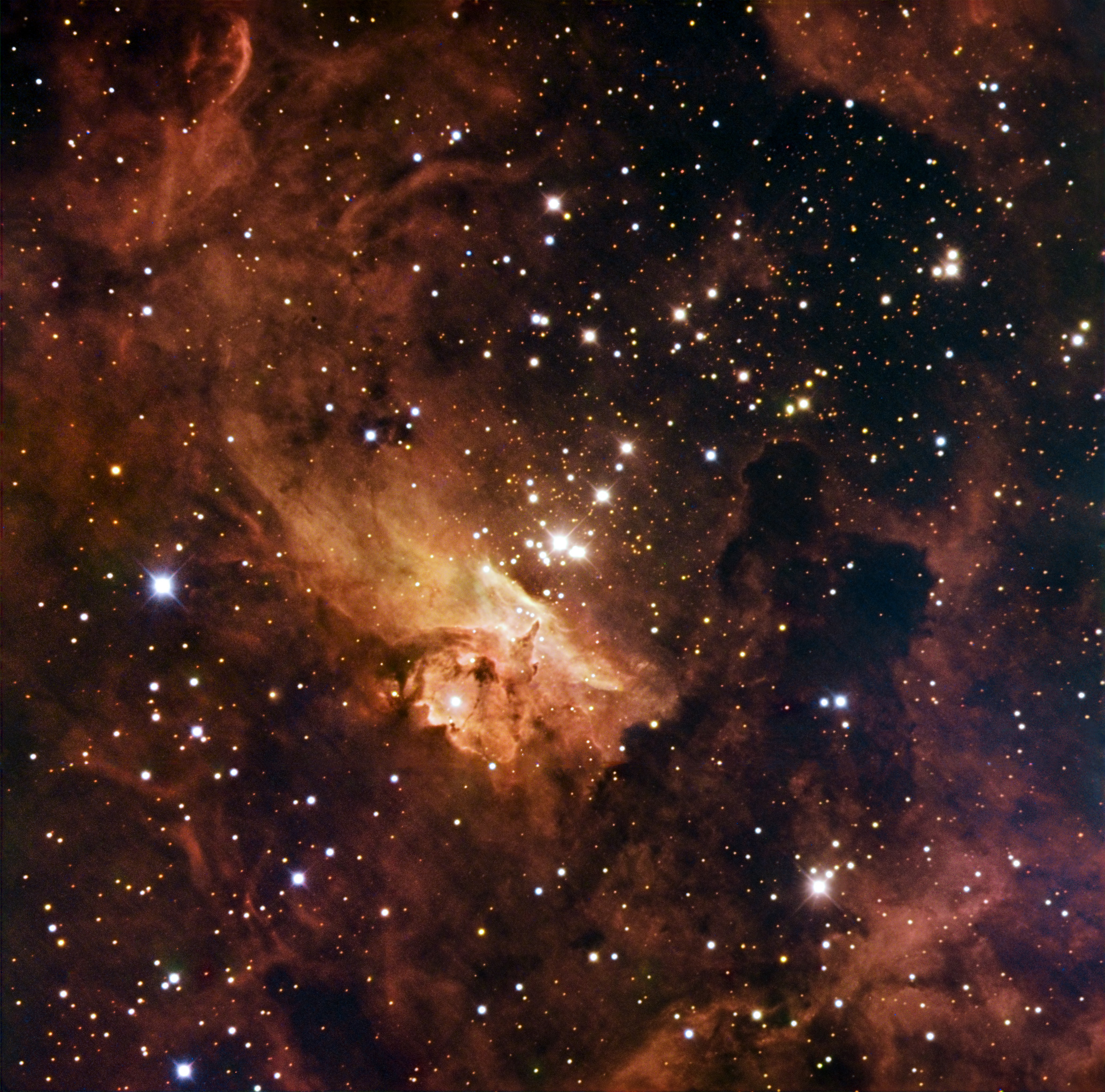
L'amas stellaire Pismis 24

Pismis 24-1, aussi lumineuse que 776 000 soleils, est la plus grande et la plus brillante des étoiles visibles de cet amas, et fait partie des étoiles les plus massives et les plus lumineuses connues. Elle est au moins une étoile triple, selon l'observation récente de la caméra Advanced Camera for Surveys (ACS) du télescope Hubble.
Parmi les trois composantes de Pismis 24-1, il y a l'étoile discernée Pismis 24-1SW (données ci-contre) et le couple spectroscopiquement non discerné Pismis 24-1NE. Pismis 24-1SW est une supergéante bleue très brillante, qui est probablement en passe de devenir une variable lumineuse bleue. Ces deux objets pèsent chacun environ cent masses solaires, qui sont énormes mais bien en dessous de la limite d'Eddington.